# Campeonato Asiático de Fórmula 3 de 2019–20
O Campeonato Asiático de Fórmula 3 de 2019-20 foi a terceira temporada do Campeonato Asiático de Fórmula 3, um campeonato de automobilismo para monopostos de Fórmula 3 que conta com vários eventos, realizados em toda a Ásia. O campeonato apresentou uma mistura de pilotos profissionais e amadores, que competiram em carros de Fórmula 3 que estavam em conformidade com os regulamentos de Fórmula 3 da Federação Internacional de Automobilismo (FIA) para o campeonato.
A temporada começou em 13 de dezembro de 2019 no Circuito Internacional de Sepang e terminou em 23 de fevereiro de 2020 no Circuito Internacional de Chang, depois de quinze corridas que foram realizadas em cinco eventos.

## Equipes e pilotos
| Equipe                | N.º | Pilotos             | Status | Rodadas |
| --------------------- | --- | ------------------- | ------ | ------- |
| Hitech Grand Prix     | 2   | Jake Hughes         |        | 1–2     |
| Hitech Grand Prix     | 3   | Nikita Mazepin      |        | Todas   |
| Hitech Grand Prix     | 10  | Alessio Deledda     |        | Todas   |
| Hitech Grand Prix     | 11  | Ukyo Sasahara       | C      | Todas   |
| Zen Motorsport        | 4   | James Yu            |        | Todas   |
| Zen Motorsport        | 25  | Alister Yoong       |        | 5       |
| Zen Motorsport        | 44  | Paul Wong           | M      | 1–3, 5  |
| Zen Motorsport        | 44  | Gilbert Ang         |        | 4       |
| Absolute Racing       | 5   | Daniel Cao          |        | 1       |
| Absolute Racing       | 5   | Alister Yoong       |        | 4       |
| Absolute Racing       | 5   | Dominic Ang         |        | 5       |
| Absolute Racing       | 15  | Jamie Chadwick      |        | Todas   |
| Absolute Racing       | 16  | Tommy Smith         |        | Todas   |
| Absolute Racing       | 17  | Devlin DeFrancesco  |        | 1–3     |
| Absolute Racing       | 17  | Najiy Razak         |        | 4       |
| Absolute Racing       | 17  | Leonard Hoogenboom  |        | 5       |
| Pinnacle Motorsport   | 7   | Jack Doohan         |        | Todas   |
| Pinnacle Motorsport   | 21  | Pietro Fittipaldi   |        | Todas   |
| Pinnacle Motorsport   | 77  | Sebastián Fernández |        | 2–3     |
| Pinnacle Motorsport   | 77  | Dominic Ang         |        | 4       |
| BlackArts Racing Team | 9   | Thomas Luedi        | M      | Todas   |
| BlackArts Racing Team | 23  | Joey Alders         |        | Todas   |
| BlackArts Racing Team | 33  | Yu Kanamaru         |        | Todas   |
| BlackArts Racing Team | 57  | Mikhael Belov       |        | 5       |
| BlackArts Racing Team | 95  | Miki Koyama         |        | 4       |
| MP Motorsport         | 18  | Amaury Cordeel      | C      | 2       |
| Seven GP              | 25  | Tatiana Calderón    |        | 1–3     |
| Abu Dhabi Racing UAE  | 88  | Khaled Al Qubaisi   | M      | 3       |

| Ícone | Status    |
| ----- | --------- |
| M     | Master    |
| C     | Convidado |

## Classificação

### Sistema de pontuação
Os pontos eram concedidos aos dez primeiros colocados.
| Pos.                                              | Piloto              | SEP1 | SEP1 | SEP1 | DUB | DUB | DUB | ABU | ABU | ABU | SEP2 | SEP2 | SEP2 | CHA | CHA | CHA | Pontos |
| ------------------------------------------------- | ------------------- | ---- | ---- | ---- | --- | --- | --- | --- | --- | --- | ---- | ---- | ---- | --- | --- | --- | ------ |
| 1                                                 | Joey Alders         | 1    | 1    | 3    | 2   | 1   | 3   | 5   | 1   | 6   | 2    | 8    | 2    | 1   | 3   | 7   | 266    |
| 2                                                 | Jack Doohan         | 2    | 8    | 1    | 1   | 3   | 11  | 3   | Ret | 2   | 1    | 1    | 1    | 8   | 13† | 2   | 229    |
| 3                                                 | Nikita Mazepin      | 4    | 2    | 5    | 4   | 4   | 6   | 2   | 6   | 3   | 5    | 2    | 4    | 5   | 8   | 8   | 186    |
| 4                                                 | Jamie Chadwick      | 7    | 10   | 8    | 6   | 11  | 8   | 9   | 8   | 9   | 3    | 4    | 6    | 2   | 2   | 3   | 139    |
| 5                                                 | Pietro Fittipaldi   | 14   | 12   | 11   | 7   | 13  | 7   | 4   | 5   | 5   | 4    | 5    | 5    | 3   | 4   | 10  | 119    |
| 6                                                 | Yu Kanamaru         | 6    | 5    | Ret  | 9   | 10  | 1   | Ret | 11  | Ret | 6    | 6    | 3    | 10  | 6   | 5   | 104    |
| 7                                                 | Devlin DeFrancesco  | 3    | 9    | 2    | 5   | 6   | 5   | 6   | 3   | 7   |      |      |      |     |     |     | 101    |
| 8                                                 | Sebastián Fernández |      |      |      | 3   | 2   | 4   | 7   | 4   | 1   |      |      |      |     |     |     | 96     |
| 9                                                 | James Yu            | 9    | 6    | 4    | 15  | 8   | 16  | 11  | 7   | 11  | 8    | 7    | 8    | 9   | 7   | 9   | 70     |
| 10                                                | Tommy Smith         | 10   | 11   | 10   | 8   | 12  | 13  | 12  | Ret | 8   | 7    | 11†  | 7    | 6   | 9   | 6   | 48     |
| 11                                                | Mikhael Belov       |      |      |      |     |     |     |     |     |     |      |      |      | 4   | 5   | 4   | 39     |
| 12                                                | Daniel Cao          | 5    | 3    | 7    |     |     |     |     |     |     |      |      |      |     |     |     | 31     |
| 13                                                | Tatiana Calderón    | Ret  | 4    | 9    | 11  | 9   | 9   | 8   | Ret | 10  |      |      |      |     |     |     | 31     |
| 14                                                | Jake Hughes         | Ret  | 7    | 6    | 12  | 5   | Ret |     |     |     |      |      |      |     |     |     | 24     |
| 15                                                | Alessio Deledda     | 11   | 13   | 12   | 13  | Ret | 12  | 10  | 9   | 12  | Ret  | 9    | 10   | 7   | 10  | 13† | 21     |
| 16                                                | Miki Koyama         |      |      |      |     |     |     |     |     |     | 10   | 10†  | 9    |     |     |     | 6      |
| 17                                                | Thomas Luedi        | 12   | DNS  | 13   | Ret | 15  | 14  | Ret | 12  | 14  | 11   | Ret  | 11   | 11  | 11  | 11  | 3      |
| 18                                                | Khaled Al Qubaisi   |      |      |      |     |     |     | 13  | 10  | 13  |      |      |      |     |     |     | 2      |
| 19                                                | Paul Wong           | 13   | 14   | 14   | 14  | 14  | 15  | 14  | 13  | 15  |      |      |      | 12  | 12  | 12  | 0      |
| —                                                 | Alister Yoong       |      |      |      |     |     |     |     |     |     | Ret  | DNS  | DNS  | Ret | DNS | DNS | 0      |
| —                                                 | Dominic Ang         |      |      |      |     |     |     |     |     |     | Ret  | DNS  | DNS  | Ret | DNS | DNS | 0      |
| —                                                 | Najiy Razak         |      |      |      |     |     |     |     |     |     | Ret  | DNS  | DNS  |     |     |     | 0      |
| —                                                 | Gilbert Ang         |      |      |      |     |     |     |     |     |     | Ret  | DNS  | DNS  |     |     |     | 0      |
| —                                                 | Leonard Hoogenboom  |      |      |      |     |     |     |     |     |     |      |      |      | Ret | DNS | DNS | 0      |
| Pilotos convidados inelegíveis para marcar pontos |                     |      |      |      |     |     |     |     |     |     |      |      |      |     |     |     |        |
| —                                                 | Ukyo Sasahara       | 8    | 15†  | 15†  | 16† | Ret | 2   | 1   | 2   | 4   | 9†   | 3    | 12†  | 13  | 1   | 1   | —      |
| —                                                 | Amaury Cordeel      |      |      |      | 10  | 7   | 10  |     |     |     |      |      |      |     |     |     | —      |
| Pos.                                              | Piloto              | SEP1 | SEP1 | SEP1 | DUB | DUB | DUB | ABU | ABU | ABU | SEP2 | SEP2 | SEP2 | CHA | CHA | CHA | Pontos |

| Cor      | Resultado                      |
| -------- | ------------------------------ |
| Ouro     | Vencedor                       |
| Prata    | 2º lugar                       |
| Bronze   | 3º lugar                       |
| Verde    | Terminou, nos pontos           |
| Azul     | Terminou, sem pontos           |
| Azul     | Terminou, sem classificar (NC) |
| Púrpura  | Retirou-se (Ret)               |
| Vermelho | Não qualificado (NQ)           |
| Vermelho | Não pré-qualificado (NPQ)      |
| Preto    | Desqualificado (DSQ)           |
| Branco   | Não largou (NL)                |
| Branco   | Desistência (WD)               |
| Branco   | Corrida cancelada (C)          |
| Sem cor  | Não participou (NP)            |
| Sem cor  | Excluído (EX)                  |

Notas:
- † — Pilotos que não terminaram a corrida mas foram classificados pois completaram 75% da corrida.

### Copa Masters
| Pos. | Piloto            | SEP1 | SEP1 | SEP1 | DUB | DUB | DUB | ABU | ABU | ABU | SEP2 | SEP2 | SEP2 | CHA | CHA | CHA | Pontos |
| ---- | ----------------- | ---- | ---- | ---- | --- | --- | --- | --- | --- | --- | ---- | ---- | ---- | --- | --- | --- | ------ |
| 1    | Thomas Luedi      | 12   | DNS  | 13   | Ret | 15  | 14  | Ret | 12  | 14  | 11   | Ret  | 11   | 11  | 11  | 11  | 254    |
| 2    | Paul Wong         | 13   | 14   | 14   | 14  | 14  | 15  | 14  | 13  | 15  |      |      |      | 12  | 12  | 12  | 231    |
| 3    | Khaled Al Qubaisi |      |      |      |     |     |     | 13  | 10  | 13  |      |      |      |     |     |     | 75     |
| Pos. | Piloto            | SEP1 | SEP1 | SEP1 | DUB | DUB | DUB | ABU | ABU | ABU | SEP2 | SEP2 | SEP2 | CHA | CHA | CHA | Pontos |

### Campeonato de Equipes
| Pos. | Equipe                | Pontos |
| ---- | --------------------- | ------ |
| 1    | BlackArts Racing Team | 386    |
| 2    | Pinnacle Motorsport   | 257    |
| 3    | Absolute Racing       | 295    |
| 4    | Hitech Grand Prix     | 229    |
| 5    | Zen Motorsport        | 70     |
| 6    | Seven GP              | 31     |
| 7    | Abu Dhabi Racing UAE  | 2      |
| 8    | MP Motorsport         | 0      |